# Tetjana Hluschtschenko
Tetjana Hryhoriwna Hluschtschenko (ukrainisch Тетяна Григорівна Глущенко, wiss. Transliteration Tetjana Hryhorivna Hluščenko; * 12. Juli 1956 in Kiew, Sowjetunion) ist eine ehemalige ukrainische Handballspielerin, die für die sowjetische Nationalmannschaft auflief.

## Karriere
Hluschtschenko spielte beim sowjetischen Verein Spartak Kiew. Mit Spartak Kiew gewann sie sieben Mal die sowjetische Meisterschaft sowie 1973, 1975, 1977 und 1979 den Europapokal der Landesmeister.
Hluschtschenko gehörte dem Kader der sowjetischen Nationalmannschaft an. Mit der Sowjetunion gewann Hluschtschenko bei den Olympischen Spielen 1976 in Montreal die Goldmedaille. Weiterhin gewann sie bei der Weltmeisterschaft 1975 und bei der Weltmeisterschaft 1978 jeweils die Silbermedaille. Im Jahr 1975 gewann sie das Handballturnier bei der sechsten Austragung der Spartakiade der Völker der UdSSR.